# Dorsifulcrum meloui
Dorsifulcrum meloui là một loài bướm đêm trong họ Geometridae.